# Hell house
Een Hell house is een typisch Amerikaans fenomeen, waarbij bepaalde fundamentalistische christenen elk jaar in oktober (vlak voor Halloween) een soort spookhuis maken. Daarin laten ze laten zien welk onheil volgens hen zondaars staat te wachten. Dit laten ze zien door middel van kleine toneelstukjes, waarin de nadruk ligt op de straffen die er voor verschillende zondes uitgedeeld zouden worden in het hiernamaals, namelijk de verschillende folteringen in de hel.
Zaken die in een Hell house doorgaans als zonden worden veroordeeld, zijn abortus, homoseksualiteit, zelfmoord, het gebruik van alcohol of drugs, overspel, seks buiten het huwelijk, occultisme en verkeerd bevonden (satanistische e.d.) rituelen. Het geloof in Christus wordt voor al die gevallen als de enige redding gepresenteerd.
Het begrip Hell house bestaat sinds het einde van de jaren zeventig. De bedenker ervan is Jerry Falwell, een Amerikaanse evangelische prediker en oprichter van de fundamentalistische Liberty University.

## In de media
In 2001 verscheen er een documentaire van George Ratliff op dvd, genaamd Hell House, waarop de organisatoren van één zo'n spookhuis - jonge leden van de Trinity Church (Assemblies of God) in Cedar Hill (Texas) - gevolgd worden tijdens de bouw, invulling, rolverdeling en repetities voor de uitvoering ervan.
Het Hell house is ook een van de onderwerpen die ter sprake komen in de documentaire The Root of all Evil?, die Richard Dawkins gemaakt heeft voor het Britse Channel 4.